# Макриплаги
Макриплаги (грч. Μακρυπλάγι) је насељено место у општини Драма у периферији Источна Македонија и Тракија, Грчка. Према попису из 2021. године било је 25 становника.
Према бугарском географу и историчару, Василу Канчову, у Макриплагију је 1900. године живело 550 Турака. Године 1923. турско становништво је принудно исељено у Турску а на њихово место су насељене грчке избегличке породице, којих је на попису из 1928. године било 193. Село се раније звало Равена